# Friedhof Fontanelle
Der Friedhof Fontanelle (Cimitero delle Fontanelle) ist ein ehemaliger Friedhof und ein Ossuarium im Rione Sanità der italienischen Stadt Neapel.
Der Cimitero delle Fontanelle befindet sich in einem Höhlensystem eines Tuffgesteins, das erstmals 1656 offiziell als Begräbnisstätte benutzt wurde, als täglich bis zu 1500 Menschen an der „Großen Pest“ starben und die Friedhöfe bereits hoffnungslos überfüllt waren. Vor dem 16. Jahrhundert wurden in Neapel die Toten in den Kirchen begraben. Wenn jedoch der Platz nicht mehr ausreichte, wurden die älteren Leichname über Nacht ausgegraben und in leeren Höhlen zusammengestapelt, wie zum Beispiel in den Höhlen der Via Fontanelle. Außerdem diente diese als Massengrab für Tote aus den Armenvierteln der Stadt, und die in den zahlreichen neapolitanischen Katastrophen, wie Erdbeben, Vulkanausbrüche, Volksaufstände und Hungersnöte Umgekommenen.

## Geschichte
Nach einem Edikt Napoleons (Edikt von Saint-Cloud), in dem Bestattungen innerhalb der Stadt verboten wurden, wurde der Friedhof nach einem Plan des neapolitanischen Architekten Carlo Praus von 1810 erweitert und eine größere Begräbnisstätte angelegt.
Der Friedhof wurde ein weiteres Mal offiziell für die Toten der Choleraepidemie von 1836/37 genutzt.
Der Name delle fontanelle (it. = von den Quellen) leitet sich ab von dem Vorkommen zahlreicher, seit der Antike genutzter Wasserquellen im Rione Sanità.
Zuvor hatten die Höhlen als Steinbruch gedient. Er umfasst eine Grundfläche von mehr als 3.000 m², besteht aus drei trapezförmigen etwa 10 bis 15 m hohen Hallen, genannt navate mit anschließenden mehrere 100 m langen Korridoren.

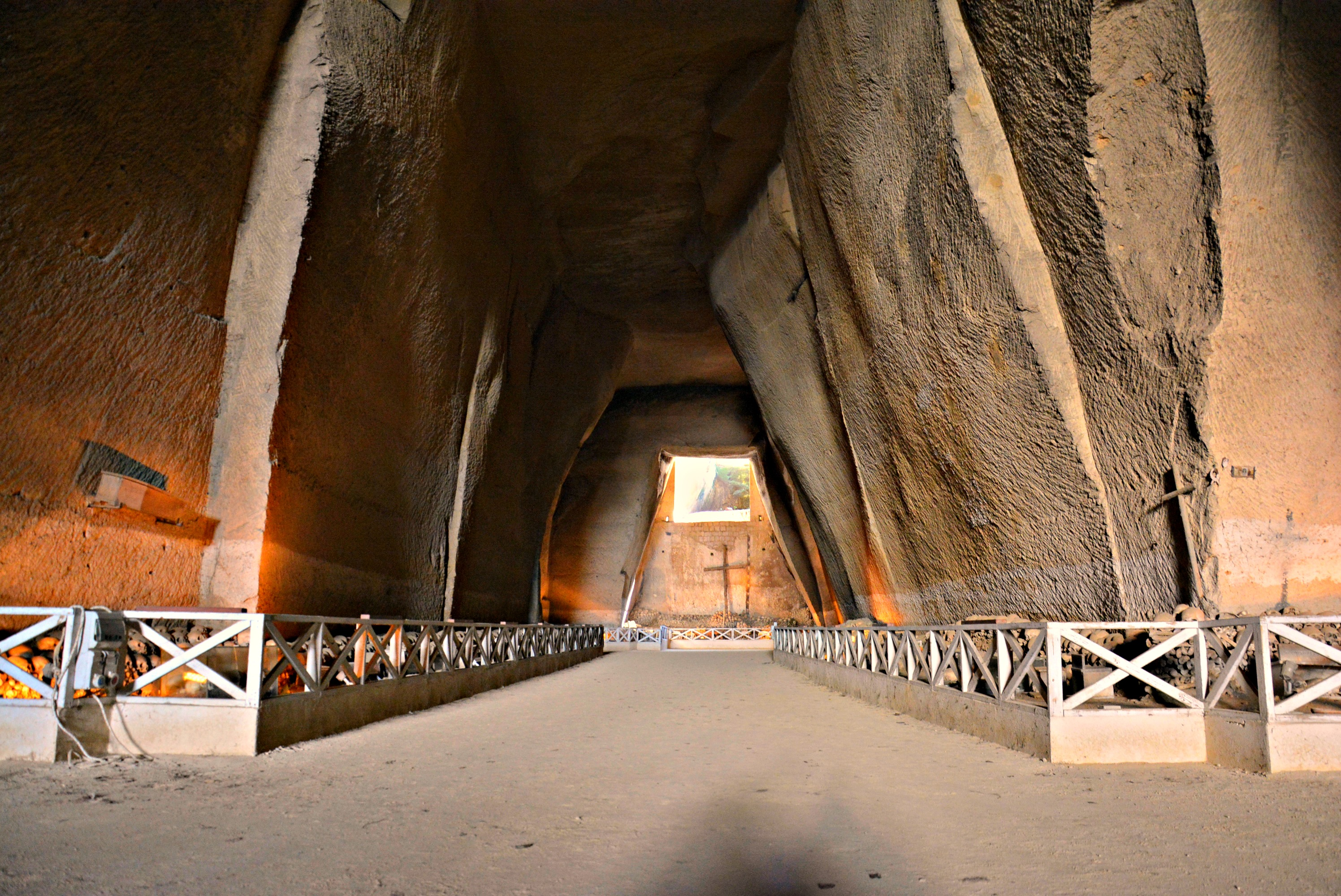
Navata
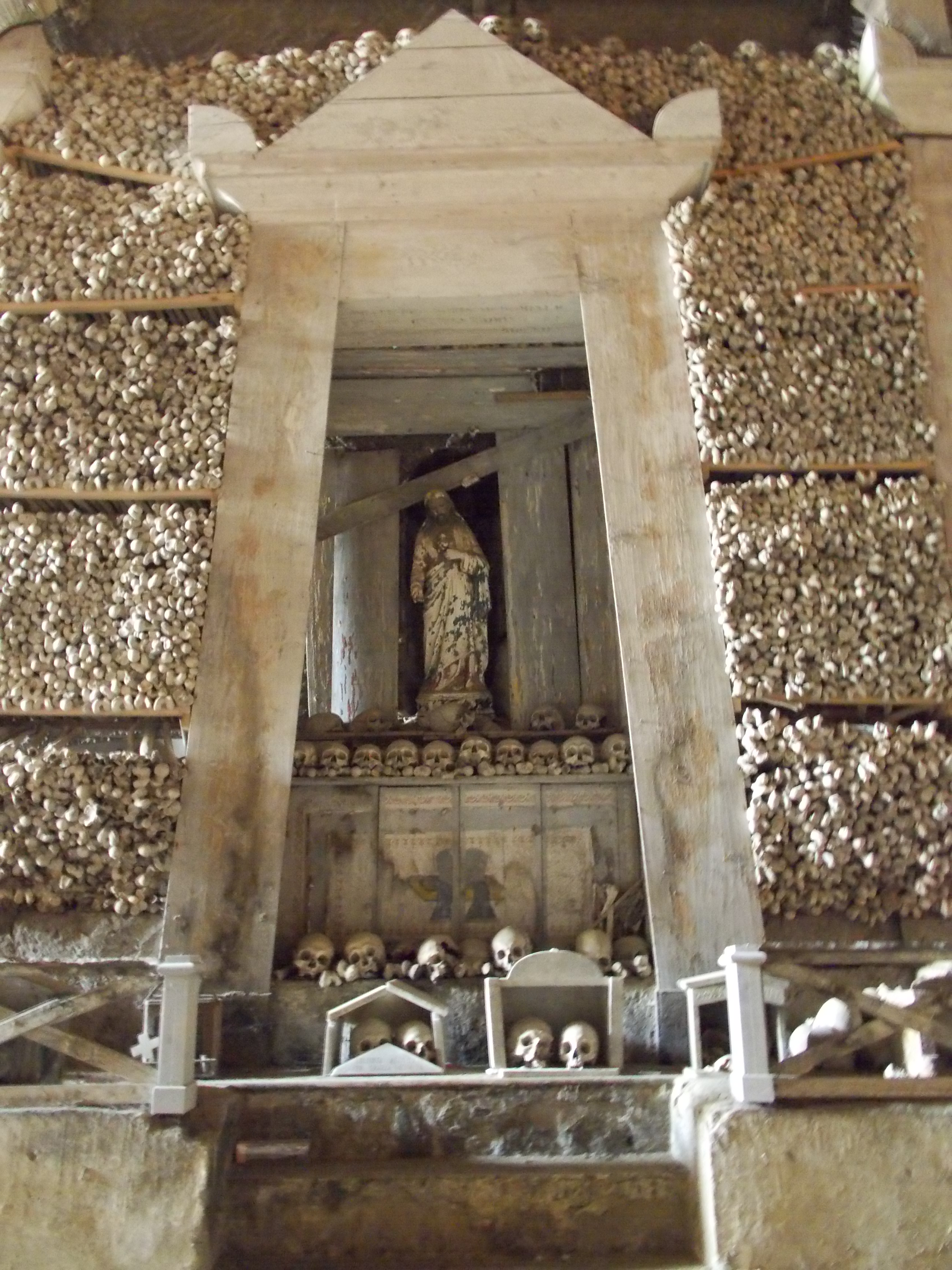
Aedicula mit Herz-Jesu-Statue
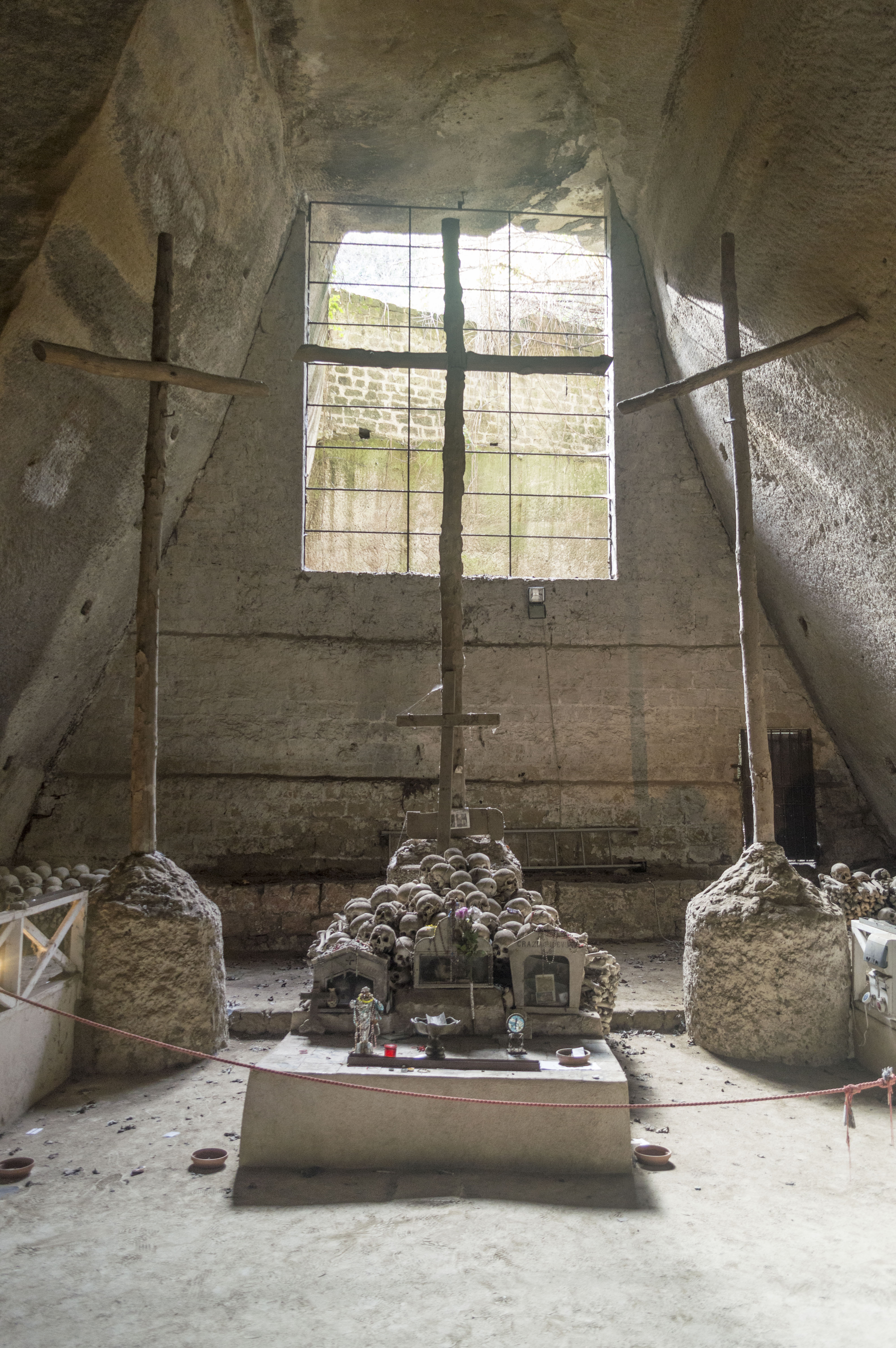
Navata
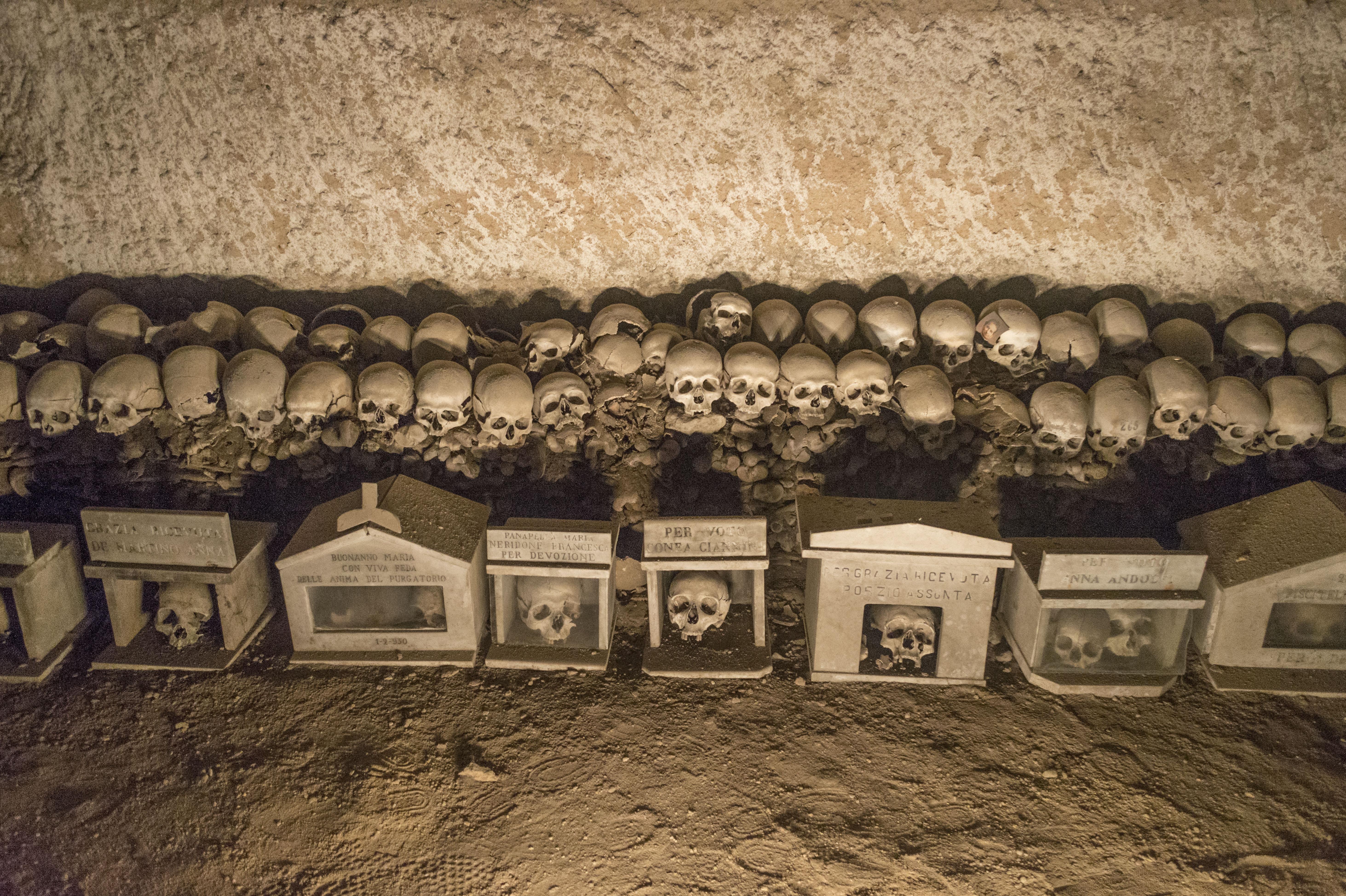
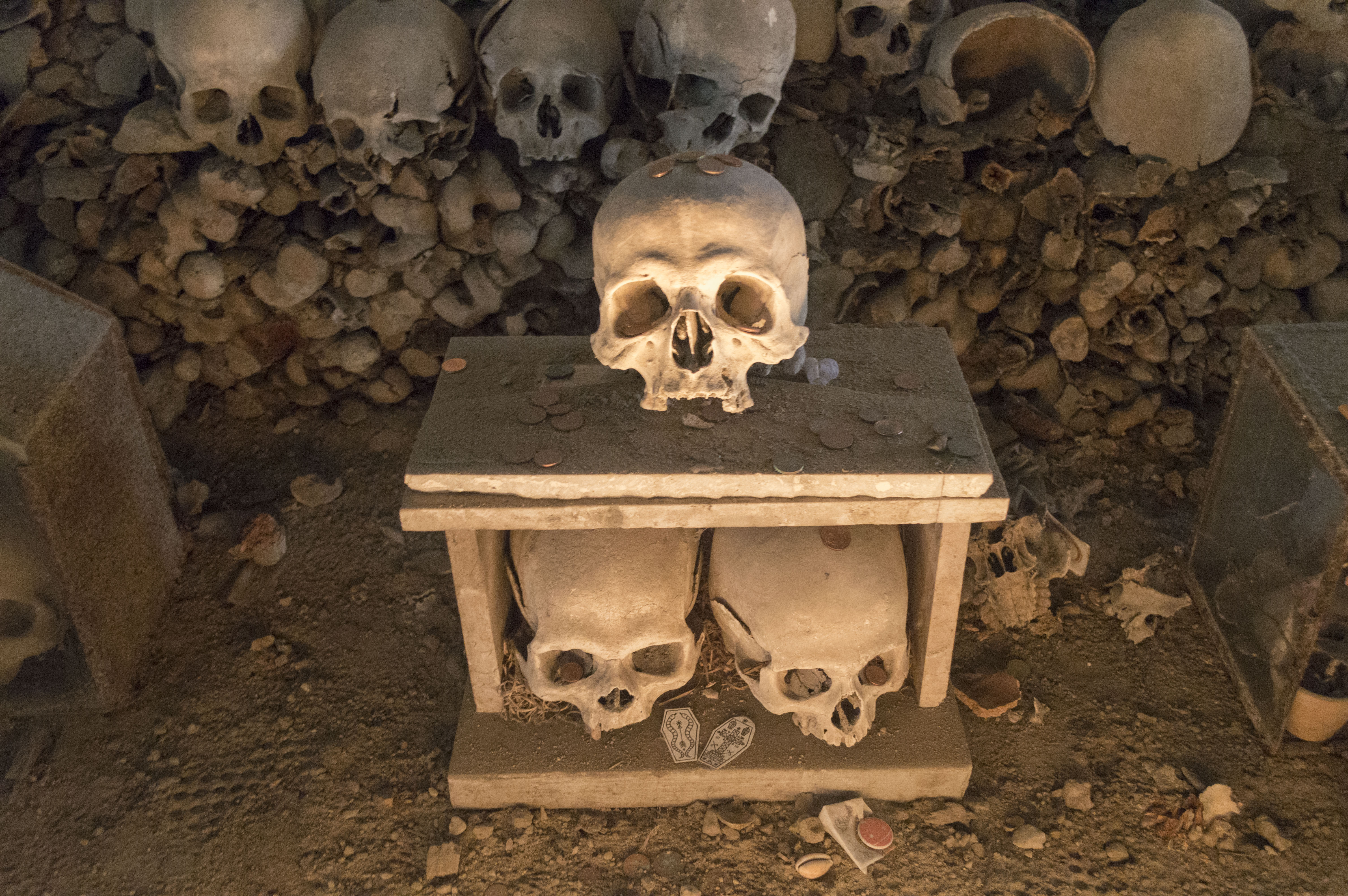

## Friedhof Fontanelleim Film
Der Cimitero delle Fontanelle ist in mehreren italienischen Filmen Spielort, u. a. in dem Mafia-Film I Guappi (1974) von Pasquale Squitieri und in der Komödie Il mistero di Bellavista (1984) von Luciano De Crescenzo.
Er ist einer der Spielorte von Roberto Rosselinis Film Reise in Italien (1954) mit Ingrid Bergman.
Das Filmdrama Paranza – Der Clan der Kinder (2019) von Claudio Giovannesi zeigt, wie sich dort mafiose Jugendbanden des Rione Sanità sammeln.